# Kanton Beynat
Kanton Beynat (francouzsky Canton de Beynat) je francouzský kanton v departementu Corrèze v regionu Limousin. Tvoří ho sedm obcí.

## Obce kantonu
- Albignac
- Aubazine
- Beynat
- Lanteuil
- Palazinges
- Le Pescher
- Sérilhac